# Elymus hybridus
Elymus hybridus är en gräsart som först beskrevs av Yi Li Keng, och fick sitt nu gällande namn av Shou Liang Chen. Elymus hybridus ingår i släktet elmar, och familjen gräs. Inga underarter finns listade i Catalogue of Life.